# LG 구겐하임 어워드
LG 구겐하임 어워드(영어: LG Guggenheim Award)는 LG그룹과 세계적인 현대 미술관인 구겐하임이 중장기 글로벌 파트너십의 일환으로 신설한 국제 예술상이다. 국제예술상으로는 최초로 미술관과 후원기업의 이름을 병기했다. LG와 솔로몬 R. 구겐하임 재단(Solomon R. Guggenheim Foundation)이 함께 매년 새로운 기술을 이용한 예술 작품을 선보이며 혁신적인 작품 활동을 하는 아티스트를 선정하여 10만 달러를 지원한다. LG와 구겐하임은 2022년 6월 1일 뉴욕 구겐하임 뮤지엄에서 이 상의 제정을 처음으로 알렸다. LG와 구겐하임은 “기술이 삶에 긍정적인 경험을 전하는 매개이며, LG 구겐하임 어워드가 현대미술 분야의 혁신적인 예술가들을 후원해 글로벌 미술계의 새로운 장을 여는데 기여하기를 바란다”라며 상을 제정한 취지를 설명했다.
LG 구겐하임 어워드는 매년 국제 심사위원단의 심사를 거친다. 심사위원단의 구성은 국제적으로 유명한 뮤지엄의 관장, 큐레이터, 학자 및 예술가들로 구성된다.
2023년 제1회 LG 구겐하임 어워드는 인공 지능(AI)과 증강 현실(AR) 등의 기술을 활용한 작품을 통해 인공 지능이 사회적 약자에 대한 차별과 편견을 유발할 수 있다는 메시지를 전해온 뉴욕 스토니브룩대 교수이자 아티스트 스테파니 딘킨스(Stephanie Dinkins)가 받았다.
2024년 제2회 LG 구겐하임 어워드는 넷 아트(Net Art) 분야의 선구자로 꼽히는 대만 출신의 미국 작가 슈리칭(Shu Lea Cheang)이 받았다.
2025년 제3회 LG 구겐하임 어워드는 생성형 AI, 게임 엔진, 가상 현실 등 최신 기술과 퍼포먼스, 조각, 판화 등 전통적인 매체를 결합해 시간과 공간, 문화와 언어를 넘나드는 세계를 창조하며 동시대의 사회적 문제를 탐구하는 시각예술가이자 미디어 아티스트 김아영이 받았다.

## LG 구겐하임 글로벌 파트너십
LG 구겐하임 글로벌 파트너십(LG Guggenheim Art and Technology Initiative)은 2022년 6월 1일 공식 발족했다. 혁신적인 예술가들을 후원해 글로벌 미술계의 새로운 장을 여는 데 기여하고, LG의 첨단 기술을 활용한 작품 활동, 전시, 연구 등을 지원해 현대미술계에 새로운 고객 경험을 제시한다.
뉴욕 구겐하임 미술관에서 열린 발표 행사에서 나오미 벡위스(Naomi Beckwith) 구겐하임 수석 큐레이터는 “LG와 함께 5년간 협력하며 예술과 기술의 접점에서 활동하는 아티스트들을 지원할 수 있게 돼 영광” 이라며, “기술이 사회를 어떻게 바꾸어 나가고, 또 사회가 기술 발전에 어떻게 영향을 미치는지에 대한 새로운 시각을 보여줄 유망한 아티스트들에게 ‘LG 구겐하임 파트너십’은 그 의미가 클 것으로 기대한다”고 말했다. ㈜LG 브랜드담당 박설희 수석전문위원은 “삶의 접점에서 감동을 주는 기술을 추구하는 LG와, 시대와 맞닿은 예술의 발굴에 매진하는 구겐하임은 닮은 점이 많다”며 본 파트너십의 공감대와 협력을 강조했다. 이어 “창의성의 영역에서 LG의 첨단기술이 새로운 경험의 가능성을 열도록 지원하며 ‘기술’이 ‘예술’의 표현과 경험을 확장하는 매개체가 되는 데 조력할 것”이라고 말했다. 
- 관련 링크 : 2022 LG구겐하임 글로벌 파트너십 발족 보도자료

㈜LG는 LG 구겐하임 어워드를 신설한다. LG전자는 신진 작가의 창작을 지원하며, 또 뉴욕 구겐하임에서 AI, AR/VR, NFT 등 디지털 기술 기반의 예술 분야 연구를 지원을 위해 신설 된 전임 큐레이터(LG Electronics Associate Curator)를 후원한다. LG디스플레이는 뉴욕의 젊은 예술 후원자 협회가 구겐하임 뮤지엄에서 주최하는 연례 YCC(Young Collector’s Council) 파티를 후원한다.
- 관련 링크[1] : LG x Guggenheim Art + Technology Initiative
- 관련 링크[2] : LG and Guggenheim Establish Research Initiative and Award for Art and Technology
- 관련 영상 : 더나은 세상을 위한 기술과 예술의 만남, LG 구겐하임 어워드 2023 발표

### 1. LG 구겐하임 어워드
LG 구겐하임 글로벌 파트너십의 대표 프로그램인 LG 구겐하임 어워드는 매년 기술을 활용해 혁신적인 예술 작품 활동을 펼쳐 현대 미술계 지평을 확대하는데 기여한 아티스트에게 트로피와 10만 달러의 상금을 수여하는 국제 예술상이다.
수상자는 국제적인 위상을 갖춘 뮤지엄 관장, 큐레이터, 학자와 예술 전문가들이 모인 심사 위원회가 선발한다.
LG는 이 상을 제정하면서 LG 구겐하임 어워드는 기술과 예술의 결합으로 구현되는 예술가의 열정과 영감 그리고 메시지가 개인과 사회에 깊은 감동으로 전달되길 기대한다고 밝힌 바 있다.

#### 2023
수상자 : 스테파니 딘킨스 (Stephanie Dinkins)
2023년 제1회 LG 구겐하임 어워드의 수상자는 인공 지능(AI)과 증강 현실(AR) 등의 기술을 활용한 작품을 통해 인공 지능이 사회적 약자에 대한 차별과 편견을 유발할 수 있다는 메시지를 전해온 뉴욕 스토니브룩대 교수이자 아티스트 스테파니 딘킨스(Stephanie Dinkins)이다.
딘킨스의 대표작으로는 <비나48과의 대화 (Conversations with BINA48)>라는 영상 작품이 있다. 이 작품은 실존하는 흑인 여성 비나 로스블랫(Bina Rothblatt)을 모티브로 해 제작한 AI 로봇 ‘비나48(Bina48)’과 딘킨스 간의 대화를 통해 AI가 학습하는 정보에 인종, 성별, 장애, 문화적 배경 등의 다양성이 고려되어야 한다는 메시지를 담았다.
나오미 벡위스(Naomi Beckwith) 구겐하임 수석 큐레이터는 구겐하임 뮤지엄을 대표해 “스테파니 딘킨스의 폭넓은 예술 활동, 사회적 메시지, AI 기술에 대한 열정적 탐구는 기술에 기반한 예술의 지평을 확대하는 초석이 될 것”이라며 “'LG 구겐하임 어워드'를 통해 그녀의 특별한 작 품 활동을 지원할 수 있어 영광”이라 밝혔다. ㈜LG 브랜드담당 박설희 수석전문위원은 “LG는 기술이 우리 사회와 사람들의 삶에 긍정적이고 감동적인 경험을 만드는 매개라고 믿는다”며 “제1회 ‘LG 구겐하임 어워드’ 수상자인 스테파니 딘킨스가 앞으로도 기술을 기반으로 사회에 울림을 주는 예술을 더욱 널리 펼칠 수 있기를 기대한다”고 말했다.
- 관련 링크 : 2023 LG구겐하임어워드 수상자 발표 보도자료

심사단
뉴욕 비영리 예술기관 더 키친 디렉터 레거시 러셀 (Legacy Russell, Executive Director and Chief Curator The Kitchen, New York, NY),버펄로 AKG 아트 뮤지엄 큐레이터 티나 리버스 라이언 (Tina Rivers Ryan, Curator Buffalo AKG Art Museum, Buffalo, NY), 구겐하임 공연 및 미디어 큐레이터 냇 트로만(Nat Trotman, Curator Performance and Media Solomon R. Guggenheim Museum, New York), 시아오유 웽(Xiaoyu Weng, Carol and Morton Rapp Curator, Modern and Contemporary Art Art Gallery of Ontario, Toronto), 아티스트 아니카 이 (Anicka Yi, Artist)
국제적 위상을 갖춘 뮤지엄의 관장, 큐레이터, 학자 및 아티스트 등으로 구성된 심사위원단은 “윤리와 사회적 형평성에 중점을 두고, 참여를 기반으로 하는 기계 학습의 새로운 모델을 탐구하는 그녀의 포괄적이고 협력적인 방식은 AI 기술에 대한 투명성, 참여 및 접근성을 강력하게 합니다. 특히 AI로 인해 남용될 위험이 가장 큰 커뮤니티에서 이는 더욱 두드러집니다. AI 기술을 둘러싼 공개 담론이 점점 더 많은 사람의 일상생활에 영향을 미치고 있는 만큼 우리는 딘킨스의 업적과 방향을 높게 평가합니다”라고 언급했다.
시상 행사 : 구겐하임 수석 큐레이터 나오미 벡위스(Naomi Beckwith, Deputy Director and Jennifer and David Stockman Chief Curator),  LG전자 북미지역 대표 윤태봉 부사장, (주)LG 브랜드담당 박설희 수석전문위원이 참여한 가운데 제 1회 LG 구겐하임 어워드 수상자가 ‘2023 YCC 파티’에서 발표 됐다.
관련 활동 : 2024년 1월 25일, 제1회 LG 구겐하임 어워드 수상자인 스테파니 딘킨스가 본인의 신작 3점을 구겐하임 뮤지엄에서 공개하며, 아티스트 토크를 진행했다. 이 자리에서 작가는 <The Stories We Tell Our Machines, work in progress>, <WisdomBot, 2023>, <Not the Only One Avatar image 2023 brain (N’TOO), 2018-ongoing> 3점을 공개했으며, 행사에는 약 400명 넘는 관객이 참여했다.
- 관련 영상[1] : AI를 이용한 예술이 상까지 받았다고? 뉴욕에 나타난 새로운 형태의 아트 / 14F
- 관련 영상[2] : 더 나은 세상을 위한 기술과 예술의 만남, LG 구겐하임 어워드 2023 발표

#### 2024
수상자 : 슈 리 칭 (Shu Lea Cheang)
2024년 제 2회 LG 구겐하임 어워드의 수상자는 넷 아트(Net Art, 인터넷 공간을 활용한 디지털 예술)의 선구자이자 VR, 소프트웨어 디자인, 코딩과 같은 새로운 기술을 활용하여, 젠더, 인종, 정치 등 사회적 이슈를 창의적으로 표현하는 아티스트 슈리칭(Shu Lea Cheang)이다.
슈리칭은 1954년의 대만계 미국인으로, 90년대 후반 작품에서부터 대체 화폐, 블록 체인, 바이오 테크 등 미래 사회를 예견하는 남다른 시야를 보여왔다. 대표 작품으로는 구겐하임 뮤지엄에서 최초로 영구 소장한 웹 기반 작품의 <브랜드 (Brandon, 1998-1999)>이 있으며 구겐하임 뮤지엄 외에도 그녀의 다양한 작품들이 뉴욕 현대미술관 (MoMA NY), 휘트니 뮤지엄 (Whitney Museum of American Art), 파리 퐁피두 센터(centre pompidou) 등에 소장되어 있다.
또한, 2018 광주 비엔날레, 2019 베니스 비엔날레에서 대만을 대표했으며 2022년 울산시립미술관 개관 특별전에 히토 슈타이얼(Hito Steyerl), 백남준, 카미유 앙로(Camille Henrot) 등 세계적 미디어 아티스트와 함께 작품을 선보였다.
인종과 젠더 등 도발적인 주제와 미래를 예견하는 듯한 통찰로 미술계의 주목을 받았으며, 2002년 선보인 인터넷 기반의 실험미술 작품 <갈릭=리치 에어(Garlic=Rich Air)>에는 오늘날의 비트코인을 연상시키는 대안 화폐가 등장하기도 했다.
나오미 벡위스(Naomi Beckwith) 구겐하임 수석 큐레이터는 구겐하임 미술관을 대표해 “현대미술계 선구자인 슈리칭은 디지털과 아날로그의 경계를 아우르는 탐구를 이어왔다” 며 ”LG와 함께 슈리칭의 활동을 후원하는데 큰 기쁨을 느낀다”고 밝혔다. ㈜LG 브랜드담당 박설희 수석전문위원은 “실험적인 예술로 동시대인들에게 대담한 질문을 제시해온 슈리칭이 ‘LG 구겐하임 어워드’의 두 번째 수상자로 선정된 것을 뜻깊게 생각한다”며, “국제 심사단이 주목한 선구자 정신과 부단한 실험정신이 LG가 이 상을 통해 글로벌 고객과 공유하고자 하는 근본적인 가치”라고 말했다.
- 관련 링크: 2024 LG구겐하임어워드 수상자 발표 보도자료

심사단
샌프란시스코 MoMa 큐레이터 주은지 (Eungie Joo, Curator and Head of Contemporary Art at San Francisco Museum of Modern Art), 케이프타운 자이츠 현대 미술관 큐레이터 코요 쿠오  (Koyo Kouoh, Executive Director and Chief Curator Zeitz Museum of Contemporary Art Africa), 카스텔로 디 리볼리 현대미술관장 캐롤린 크리스토프-바카기예프 (Carolyn Christov-Bakargiev,Director Castello di Rivoli Museo d’Arte Contemporanea), 제 1회 LG 구겐하임 어워드 수상자 스테파니 딘킨스(Stephanie Dinkins, Artist, 2023 LG Guggenheim Award recipient), 구겐하임 LG 어소시에이트 큐레이터 노암 시걸 (Noam Segal, LG Electronics Associate Curator Solomon R. Guggenheim Museum)
심사단은 “물리적 영역과 디지털 영역 사이의 침투성을 제시하며 청중이 참여할 수 있도록 힘을 실어주고 있습니다.”고 평가했다.
시상 행사 : 구겐하임 수석 큐레이터 나오미 벡위스, 정규황(Chris Jung) LG전자 북미지역대표가 참석한 가운데 2024년 4월 2일 뉴욕의 구겐하임 뮤지엄에서 진행 됐다.
관련 활동 : 2024년 5월 2일 구겐하임 뮤지엄에서 LG 전자 어소시에이트 큐레이터 노암 시걸(Noam Segal, LG Electronics Associate Curator)과 함께 아티스트 토크를 진행했다. 퍼포먼스 렉쳐로 진행된 이 행사는 ‘What the Heck: Shu Lea Cheang on Hacking Tactics, Virus Becoming, and Geek Farming’이라는 주제로 열렸다.
- 관련 링크 : 아티스트 강의 관련 링크
- 관련 영상 :

#### 2025
수상자 : 김아영 (Kim Ayoung)
2025년 제3회 LG 구겐하임 어워드의 수상자는 시각예술가이자 미디어 아티스트 김아영이다. 김아영은 가상 현실, 라이브 시뮬레이션, 생성형 AI, 게임 엔진 같은 최신 기술과 퍼포먼스, 조각, 판화 등 전통적인 매체를 결합해 시간과 공간, 문화와 언어를 넘나드는 세계를 창조하며 동시대의 사회적 문제를 탐구한다. 
주요 작품에서는 ‘AI 리터러시(AI Literacy)’를 중요시하는 작가의 태도가 드러난다. <딜리버리 댄서의 구(Delivery Dancer’s Sphere)>(2022)에서는 AI, 게임 엔진, 라이다 스캔, 3D 모델링을 활용해 알고리즘의 최적화에 따라 배달 라이더의 경쟁이 점점 가속화되는 현실을 통해 기술 사회의 이면을 탐구했다. 이어진 <딜리버리 댄서의 선:인버스(Delivery Dancer’s Arc: Inverse)>(2024)에서는 생성형 AI로 만든 영상과 해시계 조형물로 서구 중심의 시간관에서 벗어나 새로운 인식을 탐구하는 이야기를 제시했다. 
김아영은 LG 구겐하임 어워드 최초의 한국인 수상자이다. 그 외에도 국립아시아문화전당 ACC 미래상(2024), 세계 최고 권위의 미디어 아트 어워드인 프리 아르스 일렉트로니카(Prix Ars Electronica)에서 한국인 최초로 골든 니카상(2023), 대한민국 문화체육관광부 오늘의 젊은 예술가상(2015), 영국왕립예술원상(2010) 등을 수상한 세계적으로 인정받는 아티스트이다. 
작가의 작품은 일본 오사카 국립미술관, 대한민국 국립현대미술관, 리움미술관 등에 소장되어 있으며, 파리 팔레 드 도쿄(2016), 베를린 국제영화제(2020), 서울 국립현대미술관 서울(2023), 바젤 HEK(하우스 오브 일렉트로닉 아트 바젤)(2023), 홍콩 M+(2024), 뉴욕 MoMA(2024), 멜버른 ACMI 호주영상센터(2024), 도쿄 모리미술관(2025) 등 세계적인 예술 기관에서 전시되었다. 또한, 2015 베니스 비엔날레, 2018 광주 비엔날레, 2023 샤르자 비엔날레에도 참가했다. 
2025년 2월 27일 베를린 함부르크 반호프에서 개인전을 개최하며, 2025년 11월 6일부터 2026년 3월 16일까지 뉴욕 MoMA PS1에서 미국에서의 첫 번째 대규모 개인전을 연다.
나오미 벡위스(Naomi Beckwith) 구겐하임 수석 큐레이터는 “김아영 작가의 작품이 디지털 시대의 시간과 인간의 경험에 대해 깊은 질문을 던지고, 현대 사회의 중요한 문제들을 드러낸다”며, “LG 구겐하임 어워드를 통해 작가의 선도적인 활동을 널리 알릴 수 있어 영광이고 자랑스럽다”고 밝혔다.
㈜LG 브랜드담당 박설희 수석전문위원은 “김아영 작가에게 기술은 작품의 매개일 뿐 아니라 주제이기도 하다는 점에서, 신기술을 접하는 사람들의 경험과 감정을 고려해 기술이 지향해야 할 바를 세심하게 고민하는 LG와도 공명하는 점이 많다”며 “LG 구겐하임 어워드를 수상하며 김 작가가 세계적인 아티스트로 자리매김하게 된 것을 축하하며, 앞으로의 한층 영향력 있는 행보가 기대된다”고 말했다.
- 관련 링크: 2025 LG구겐하임어워드 수상자 발표 보도자료

심사단
스위스 쿤스트할레 바젤 디렉터 및 수석 큐레이터 모하메드 알무시블리 (Mohamed Almusibli, Director and Chief Curator, Kunsthalle Basel), 홍콩 M+의 예술감독 및 수석 큐레이터 도륜 총 (Doryun Chong, Artistic Director and Chief Curator, M+, Hong Kong), 스위스 바젤 전자예술박물관 (HEK, House of Electronic Arts) 디렉터 사빈 히멜바흐 (Sabine Himmelsbach, Director, HEK (House of Electronic Arts), Basel), 예술가, 건축가, 영화감독 알프레도 자르 (Alfredo Jaar, artist, architect, and filmmaker), 구겐하임 뉴욕 LG전자 어소시에이트 큐레이터 노암 시걸 (Noam Segal, LG Electronics Associate Curator, Solomon R. Guggenheim Museum)
“김아영 작가는 전통 기법과 혁신 기술을 융합해 시공간을 넘나드는 이야기 구조를 통해 사회적 이슈를 탐구하고, 예술과 기술 사이 새로운 대화를 촉진한 연결자로서 예술가의 역할을 재정의했다”며 “기술과 인간의 상호작용에 대한 독창적인 관점을 제시하고, 기술 중심 세상의 윤리적·정서적 의미를 성찰하게 하며 이 시대를 선도하는 예술가”라고 수상자 선정 이유를 밝혔다.
시상 행사 : 구겐하임 수석 큐레이터 나오미 벡위스 및 LG 관계자들이 참석한 가운데 2025년 5월 8일 목요일 뉴욕 구겐하임 뮤지엄에서 진행된다.
관련 활동 :  올해 하반기에는 김아영은 LG와 구겐하임 미술관, 그리고 LG전자 어소시에이트 큐레이터 노암 시걸(Noam Segal, LG Electronics Associate Curator)과 함께, 직접 자신의 작품을 선보이는 퍼블릭 프로그램을 통해 국내외 관객들과 소통할 예정이다.

#### Physical Award
LG 구겐하임 어워드 수상자에게 수여되는 트로피는 디지털 기술을 대표하는 '0'과 '1' 두 숫자의 형태가 다이나믹하게 교차하는 순간을 포착해, 디지털 기술을 활용해 새로워지는 '미래의 예술'을 형상화했다.
이진법의 구성 요소는 놀랍도록 단순하지만 이것이 증강현실이나 인공지능 같은 경이로운 테크놀로지들을 가능케 했듯이, 트로피에는 두 숫자의 형태가 교차하는 순간을 포착해 조형적으로 구성했다. 트로피 디자인에는 2018 평창 동계올림픽 메달을 개발한 이석우 디자이너가 참여했다.
- 수상이력: 2023 IF Design 어워드 본상 수상

|  |  |  |

#### Visual Identity
LG와 구겐하임 뮤지엄은 협력을 의미하는 ‘곱하기(x)’기호와 ‘예술’과 ‘기술’의 융합 을 의미하는 ‘더하기(+)’기호를 활용해 디자인한 ‘LG 구겐하임 어워드’ 비쥬얼 아이덴티티를 개발했다.
|  |  |  |
|  |  |  |

### 2. 연구 지원
LG전자는 2023년 3월부터 구겐하임 뮤지엄에서 디지털 기술 기반의 예술 분야 연구를 담당하는 전임 큐레이터(LG Electronics Associate Curator)를 후원하고 있다. 이 포지션에는 노암 시걸 박사가 선임되었고, 그녀는 기술을 활용한 전시 활동 및 신진 작가 발굴에 기여하는 연구 활동에 매진한다.
큐레이터를 맡아 ‘LG 구겐하임 글로벌 파트너십’의 중추적 역할을 하는 노암 시걸(Noam Segal) 박사는 지난 1월 열린 스테파니 딘킨스의 최신 작품 전시와 ‘LG 구겐하임 어워드’ 수상자 선정 등에 참여한다.
또한, 이니셔티브 연구 지원의 일환으로 학술조직위원회를 구성해 해당 위원회를 통해 신체, 예술, 과학의 교차점에서 발생하는 이론과 미디어 추상 개념과 관련 된 연구를 진행한다. 위원회에서 논의 된 내용은 2026년~2027년을 목표로 뉴욕 구겐하임 뮤지엄에서 대규모 프레젠테이션을 진행 할 예정이며 기술 기반의 더 다양한 작품이 포함되고 선보일 수 있도록 노력하고 있다.
- 출처 : 월간 미술 인터뷰, 12월호

### 3. 프로그램/전시 지원

#### 퍼블릭 프로그램 <Late Shift x 스테파니 딘킨스>
LG 구겐하임 어워드 2023 수상자 스테파니 딘킨스는 2024년 1월 25일 구겐하임 뮤지엄에서 열린 퍼블릭 프로그램 <Late Shift x 스테파니 딘킨스>에서 LG 올레드(OLED) 디스플레이를 활용해 새 작품을 선보였다. 97인치형 올레드 에보(evo)를 비롯해, 올레드 오브제컬렉션 포제(Posé), 투명 올레드 사이니지 등 올레드 디스플레이 총 7대가 스테파니 딘킨스의 신작에 활용됐다.
- 관련링크 : ‘LG 구겐하임 어워드’ 수상자 ’스테파니 딘킨스‘, 평등한 AI 비전과 협력의 힘을 읽다

#### 퍼블릭 프로그램 <What The Heck>
LG 구겐하임 어워드 2024 수상자 슈리칭은 2024년 5월 2일 구겐하임 뮤지엄 지하에 위치한 피터 비 루이스 극장(Peter B. Lewis Theater)에서 퍼포먼스 렉처 <What The Heck>를 진행했다. 렉처의 제목인 ‘왓더헥’은 ‘해킹(Hacking)’과 ‘헥(Heck)’의 발음상에 유사성을 활용했다. 슈리칭과 LG 구겐하임 글로벌 파트너십의 전임 큐레이터 노암 시걸 박사와 대담하는 형태로 진행되었다.
- 관련링크 : 마늘농사에 마늘화폐 만든 대만의 괴짜 슈리칭의 구겐하임 점령기

#### 기술 기반 아트 전시
2027년에는 파트너십을 통해 연구, 발굴한 내용을 총망라하는 대규모 기술 기반의 전시회가 열릴 예정이다.

### 4. 창작 지원
구겐하임 뮤지엄이 매년 가을 신예 아티스트(Emerging Artist)를 한 명 선정하고, 이들이 OLED TV를 활용해 작품 활동을 진행하는 등 차세대 디스플레이와 같은 LG의 기술력을 활용해 상상과 창조를 시도할 수 있도록 지원한다.

#### 2023년 아티스트 콜라보레이션
파라 알 카시미 (Farah Al Qasimi): 아랍에미리트(UAE) 출신의 작가 겸 뮤지션인 파라 알 카시미(Farah Al Qasimi)가 신예 아티스트로 선정돼 ‘디지털 파라다이스(Artificial Digital Paradise)’를 콘셉트로 2023 YCC 파티를 꾸몄다.
- 관련 영상 : Artist Profile: Farah Al Qasimi

#### 2024년 아티스트 콜라보레이션
레이첼 로신(Rachel Rossin): 미국 플로리다 출신의 미디어 아티스트 레이첼 로신(Rachel Rossin)은 기술의 발전으로 점차 가속화되는 사회를 의미하는 ‘퀴크닝(Quickening)’ 콘셉트로 2024 YCC 파티를 꾸몄다.
- 관련 영상 : Artist Profile: Rachel Rossin

### 5. 이벤트 지원
LG디스플레이는 매년 봄 뉴욕의 젊은 예술 후원자 협회가 구겐하임 뮤지엄에서 개최하는 자선 행사 YCC(Young collector’s council) 파티를 후원하며 첨단 디스플레이 기술을 선보인다.
연례 진행되는 YCC 파티에서는 당 해의 신예 작가가 LG디스플레이의 투명 OLED 와 LG전자의 OLED TV 등 LG의 첨단 기술을 활용해 뮤지엄 내부를 꾸민다. 투명 OLED는 LG 디스플레이가 세계에서 유일하게 양산 중이다. 기존 유리창을 대체할 수 있을 만큼 투명도가 높고, 가벼우며, 선명한 화질을 구현해 글로벌 디지털 아트계에서 각광받고 있다.